# Byttneria ovata
Byttneria ovata är en malvaväxtart som beskrevs av Jean-Baptiste de Lamarck. Byttneria ovata ingår i släktet Byttneria och familjen malvaväxter. Inga underarter finns listade i Catalogue of Life.